# Tieffliegermelde- und Leitdienst
Der Tieffliegermelde- und Leitdienst (TMLD) (englisch Low Level Radar System – LLRS) ist ein ehemaliger Dienst der Luftwaffe der Bundeswehr zur Überwachung des Luftraumes in niedrigen Höhen und zur Entdeckung von Tieffliegern. Der TMLD war Teil des Radarführungsdienstes der Luftwaffe.

## Geschichte
Schon bald nach Gründung der NATO wurde die Notwendigkeit eines integrierten Luftverteidigungssystems erkannt. So entstanden in den 1950er Jahren mit multinationaler Finanzierung allein auf dem Gebiet der Bundesrepublik Deutschland 9 Luftraumüberwachungszentralen (englisch Control and Reporting Centre (CRC)) für die militärische Überwachung des Luftraumes. Diese waren in einem Systemverbund vernetzt und ermöglichten eine Frühwarnung vor dem Einflug von gegnerischen Luftangriffskräften in mittleren und großen Höhen. Tiefflieger jedoch konnten nicht zuverlässig entdeckt und verfolgt werden.
Zu Lösung des Tieffliegerproblems sollte in der Bundesrepublik der bodennahe Luftraum in einem 45 km tiefen Riegel entlang der Innerdeutschen Grenze und der Grenze zur Tschechoslowakischen Sozialistischen Republik durch mobile Kräfte überwacht werden. Dazu wurden beginnend ab März 1959 erste Luftraumbeobachtungsabteilungen aufgestellt, denen jeweils mehrere Luftraumbeobachtungskompanien unterstanden. Planungen sahen die Aufstellung von insgesamt 11 Kompanien für die Luftraumbeobachtung (LRB) bis 1963 vor. Deren Auftrag war „Überwachung des Luftraumes vom Boden aus mit Hilfe der menschlichen Sinnesorgane zu dem Zweck Luftfahrzeuge wahrzunehmen, zu erkennen, zu identifizieren und zu melden.“ Im Jahre 1962 wurden die LRB-Kompanien der NATO zugewiesen.
Die LRB-Trupps waren voll motorisiert und konnten schnell in provisorische Stellungen verlegt werden. In den LRB-Kompanien waren vorwiegend Wehrpflichtige eingesetzt, die intensiv in Luftfahrzeugerkennung geschult wurden. Die Beobachtungsergebnisse wurden mittels Fernsprecher oder Funk an die Zentralen der Kompanien gemeldet, dort zusammengefasst und an des jeweils zuständige CRC weitergemeldet. Allerdings stieß dieses System bei schlechten Wetterbedingungen oder Dunkelheit schnell an seine Grenzen. Zudem konnten Flugbewegungen nur erkannt, aber Flugwege nicht systematisch verfolgt werden.
Eine Unabhängigkeit von Lichtverhältnissen und einen Allwetterfähigkeit erforderte ein für die Tieffliegererfassung optimiertes Radargerät. Ab 1971 beschaffte die Luftwaffe das von der Firma Siemens entwickelte Radargerät MPDR 30/1. Im Zuge der Einführung des Radars wurden im Herbst 1970 die alten LRB-Kompanien aufgelöst und zeitgleich in den Fernmelderegimentern 32 und 33 des Radarführungsdienstes je eine IV. Abteilung als Tieffliegermeldedienst (TMD) neu aufgestellt. Jede dieser Tieffliegermelde-(TM) Abteilungen verfügte über 3 dislozierte Kompanien (TM-Kompanien), deren Personal sich zunächst zu einem großen Teil aus dem Personal der aufgelösten LRB-Kompanien rekrutierte.
Primärauftrag des TMD war die Erfassung und Meldung von tieffliegenden Luftfahrzeugen. Dazu war jede der 6 TMD-Kompanien mit acht mobilen Radargeräten, den erforderlichen Fernmeldegeräten und einem entsprechenden Fuhrpark ausgestattet.
Nach Ausstattung des TMD mit automatischen Tieffliegermeldezentralen war der TMD auch in eingeschränktem Maße zur direkten Führung von Flugzeugen befähigt. Daher wurde der Name in Tieffliegermelde- und Leitdienst (TMLD) geändert. Trotz des hohen personellen und materiellen Aufwands für den Betrieb des TMLD ließ sich doch nur ein Riegel von 80 bis 100 km Breite überwachen, ein Bereich der von Strahlflugzeugen in weniger als 10 Minuten durchquert werden konnte. Gelöst wurde diese Problematik erst durch Radarüberwachung aus der Luft. Damit hatte der TMLD mit der Einführung des NATO Airborne Warning and Control Systems (AWACS) ab Anfang der 1980er Jahre keine Zukunft mehr.
Am 14. Dezember 1990 wurde der Tieffliegermelde- u. Leitdienst der Luftwaffe von seinem Auftrag entbunden und aufgelöst. Die meisten Radaranlagen wurden der Türkei und Pakistan übergeben, die sie an ihren Grenzen einsetzten. Der Rest wurde verschrottet.

## Aufgaben
Die Luftwaffe betrieb zwei Tieffliegermeldeabteilungen mit einer Personalstärke von insgesamt 2.000 Soldaten. Je eine TM-Abteilung führte drei TM-Kompanien und deckte den Bereich einer Alliierten Taktischen Luftflotte ab. Die Aufgaben des TMLD waren:
- Radarüberwachung des Luftraums zwischen Grund und 3.000 Meter zur Ortung, Verfolgung und Identifizierung von Flugzielen
- Erstellen der Tieffliegerluftlage für die Luftverteidigungsführung
- Vorwarnung und Zielvoreinweisung für die Flugabwehrraketensysteme HAWK und NIKE
- Austausch von Luftzielinformationen mit der Heeres-Flugabwehr
- Vorwarnung des zivilen Bevölkerungsschutzes
- Unterstützung eigener Luftfahrzeuge bei der Navigation.

## Gliederung
Der Betrieb des TMLD erforderte einen großen personellen und materiellen Aufwand. Eine TM-Kompanie hatte eine Friedensstärke von mehr als 300 Soldaten und betrieb einen Fuhrpark von mehr als 100 Kraftfahrzeugen und dazu noch mehr als 50 Anhängern.
Der TMLD bestand aus folgenden Einheiten:
- IV. Abteilung Fernmelderegiment 32 (IV./FmRgt 32) in Lauda mit den unterstellten TM-Kompanien
  - 16./Fernmelderegiment 32 (16./FmRgt 32) in Naila
  - 17./Fernmelderegiment 32 (17./FmRgt 32) in Burglengenfeld, ab 1975 in Ulm
  - 18./Fernmelderegiment 32 (18./FmRgt 32) in Rotenburg (Fulda)

- IV. Abteilung Fernmelderegiment 33 (IV./FmRgt 33) in Faßberg mit den unterstellten TM-Kompanien
  - 16./Fernmelderegiment 33 (16./FmRgt 33) in Goslar
  - 17./Fernmelderegiment 33 (17./FmRgt 33) in Faßberg
  - 18./Fernmelderegiment 33 (18./FmRgt 33) in Appen

Die Kompanien waren wie folgt gegliedert:
- ein Auswertezug, der die Zentrale betrieb.
- zwei Radarzüge, mit je 4 Radartrupps. Jeder Trupp betrieb eine Radaranlage und verfügte über alles erforderliche Material für den mobilen Einsatz.
- ein Richtfunkzug für die Richtfunkanbindung der Radartrupps an die TMZ
- einen Instandsetzungszug für Wartung und Reparaturen der technischen Ausrüstung

Neben den oben angeführten Teileinheiten, die den Einsatzauftrag direkt ausführten, verfügte jede Kompanie auch über Personal im Innendienst für unterstützende und administrative Aufgaben, wie z. B. Personalverwaltung, Rechnungsführer, Geschäftszimmer und Nachschub.
Da der TMLD sein Personal mit Ausnahme der Offiziere und Meister selbst ausbildete, war den TM-Kompanien auch ein Ausbildungszug angegliedert, der primär die Grundausbildung durchführte.

## Einsatz

### Dauereinsatz
Bereits im Frieden verfügte der TMLD über Stellungen entlang der innerdeutschen Grenze und der Grenze zur Tschechoslowakei. Diese an 365 Tagen im Jahr rund um die Uhr betriebenen Stellungen wurden als Dauereinsatzstellungen (DEST) (englisch Initial Ready Sites, IRS) bezeichnet. Jede Kompanie hatte vier fest zugewiesene DEST, die jedoch meist nicht zeitgleich betrieben wurden. Anfangs bestand eine DEST aus einem mit Stacheldraht umzäunten Areal mit dem Radargerät, 2 bis 3 Stromerzeugungsaggregaten (15 KVA auf 1,5-t-Anhängern), Zelten als Unterkunft, Aufenthaltsraum und Küche sowie Fahrzeugen für Personal und Materialtransporte. Zwischen 1977 und 1983 wurden alle Stellungen ausgebaut und erhielten feste Gebäude für Unterkünfte und Sanitäranlagen sowie Einstellmöglichkeiten für das Antennenfahrzeug und den Gerätekoffer des MPDR 30/1 sowie die Generatoren, dazu Lager für Betriebsstoffe und eine Transformatorstation für die Versorgung aus dem öffentlichen Stromnetz.
Zusätzlich betrieb jede TM-Kompanie ständig eine Tieffliegermeldezentrale. Dort wurden die Meldungen über die in den DEST erfasste Teilluftlage empfangen, ausgewertet, zusammengefasst und das jeweils zuständige Control and Reporting Centre weitergemeldet wurde, welches dann diese Informationen für das NATO-Luftraumüberwachungssystem bereitgestellt.
Sowohl die DEST als auch die TMZ am Standort der Kompanie waren Sperrzonen. Das Personal in den Radarstellungen und in der Zentrale leistete Schichtdienst von jeweils 3 bzw. (über das Wochenende) 4 Tagen Dauer.
Es existierten folgende Stellungen in der Reihenfolge von Nord nach Süd (Funkrufname in Klammern):
- 18./FmRgt 33:[6]
  - Appen: Truppenunterkunft und TMLZ (Sugar Girl)
  - Krusendorf (Alpha 1)
  - Marxdorf (Alpha 2)
  - Parin (Alpha 3)
  - Niendorf (Alpha 4)[7][8]

- 17./FmRgt 33:[9]
  - Faßberg: Truppenunterkunft und TMLZ (Paper Mill)
  - Sarenseck / Hitzacker (Bravo 1)
  - Wettendorf (Bravo 2)
  - Almke (Bravo 3)
  - Kleiner Vahlberg (Bravo 4)

- 16./FmRgt 33:[10]
  - Goslar: Truppenunterkunft und TMLZ (Chicken Farm)
  - Schalke (Charlie 1)
  - Pöhlde (Charlie 2)
  - Mackenröder Spitze (bei Göttingen) (Charlie 3)
  - Hoher Meißner (Charlie 4)

- 18./FmRgt 32:[11]
  - Rotenburg an der Fulda: Truppenunterkunft und TMLZ (Gipsy Rose)
  - Schenklengsfeld-Hilmes / Landecker Berg (Delta 1)
  - Oberelsbach / Heidelstein (Delta 2)
  - Bad Königshofen-Eyershausen/Lahnberg (Delta 3)
  - Coburg / Brandensteinsebene, heute Bausenberger Höhe (Delta 4)

- 16./FmRgt 32:[12]
  - Naila: Truppenunterkunft und TMLZ (Honey Pot)
  - Geroldsgrün-Steinbach / Langer Bühl (Echo 1)
  - Selb-Längenau / Wartberg (Echo 2)
  - Mähring / Poppenreuther Berg (Echo 3)
  - Moosbach-Rückersrieth / Eisberg (Echo 4)

- 17./FmRgt 32:[13]
  - Burglengenfeld, ab 1975 Ulm: Truppenunterkunft und TMLZ (Angel Face)
  - Furth im Wald / Dachsriegel (Fox 1)
  - Kirchdorf im Wald / Eschenberg (Fox 2)
  - Philippsreut / Sulzberg (Fox 3)
  - Passau/Fürstenzell (Fox 4)

### Krise/Krieg
Bei einer Krise wäre der aus den DEST gebildete Gürtel (englisch Peacetime Row) aufgegeben und der TMLD in weiter westlich gelegene Einsatzstellungen verlegt worden. Geplant war die Bildung eines Gürtels (englisch Defence Row), der in dem einer TM-Kompanie zugewiesenen Tieffliegermeldeabschnitt die Dislozierung von insgesamt acht Radartrupps in zwei hintereinander liegenden Reihen mit sich überlappenden Erfassungsbereichen vorsah. Hätte die Lage eine weitere Verlegung erfordert, so wären die ostwärtigen vier Stellungen abgebaut und hinter den weiter westlich befindlichen Stellungen wieder aufgebaut worden, um die zwei Reihen sich überlappender Radarerfassungsbereiche wieder zu vervollständigen. Die geplanten Einsatzstellungen waren vorerkundet und lagen auf Anhöhen um eine bessere Radarsicht zu erhalten. Die Fernmeldeanbindung wäre entweder über den Anschluss an bestehende Fernmeldeverteiler oder über Richtfunkverbindungen erfolgt.

## Tieffliegermeldezentrale
Lagezentrum und Gefechtsstand der TM-Kompanien war die Tieffliegermeldezentrale. Dorthin liefen alle Meldungen aus den Stellungen und von dort wurden die Trupps geführt. In der Aufbauphase des TMD wurden die mündlich durchgegebenen Luftlageinformationen auf der Rückseite einer großen Plexiglastafel aufgemalt. Diejenigen Flugzielspuren, die wiederum fernmündlich an das vorgesetzte CRC und weitere Nutzer weitergemeldet werden sollten, wurden dann von den davor sitzenden Reportagesprechern abgelesen.
Zeitgleich mit der Einrüstung der automatischen Datenübertragung in die Radaranlagen erhielt jede Kompanie eine automatische Tieffliegermeldezentrale (aTMZ). Damit wurde die Übermittlung der Tieffliegerluftlage signifikant beschleunigt und auch genauer. Die aTMZ bestand aus zwei identisch ausgestatteten Halbzentralen, die jeweils in einem Kofferaufbau auf einem MAN LKW 5t gl eingebaut waren. Jede Halbzentrale hatte zwei Sichtgeräte, die für die Datenverteilung erforderliche Elektronik und eine Reihe von Fernmeldeanschlüssen. Eine Halbzentrale konnte z. B. im Fall einer Verlegung auch autark betrieben werden. In der aTMZ wurden die Daten der angeschlossenen Stellungen zusammengeführt und verzugslos an die Bedarfsträger übertragen. Darüber hinaus ermöglichten die automatischen Zentralen mittels externer Funkgeräte eine eingeschränkte Leitung von Luftfahrzeugen. Daher wurde der Name des TMD auf TMLD erweitert. Für den Dauereinsatz reichte eine Halbzentrale aus. Diese befand sich in der Truppenunterkunft der Kompanie und bildete das Herz der dortigen TMLZ. Für einen Einsatz hätte die Zentrale nach Alarmierung kurzfristig verlegt werden können. Gegen Ende der 80er Jahre wurden bis zur Auflösung der Verbände in Verbindung mit der Reichweitenerhöhung der Radargeräte nur noch eine TMLZ je Abteilung aktiv betrieben.

## MPDR 30/1
Das MPDR 30/1 (Mobiles PulsDoppler Radar mit 30 km Reichweite der Baureihe 1) war seinerzeit das erste marktverfügbare am Boden einsetzbare Pulsdopplerradar, das zur Erfassung von tief fliegenden Luftfahrzeugen geeignet war.
Das Radargerät war auf zwei geländegängigen LKW 5t gl von MAN montiert. Auf einem LKW befand sich die Radarantenne, auf dem anderen ein Kofferaufbau mit dem Bedienraum und den Sende-/Empfangsanlagen.
Das Antennenfahrzeug mit einem Gesamtgewicht von mehr als 13 Tonnen war mit einer Hydraulik zum Nivellieren und Abstützen ausgestattet. Auf dem Fahrzeug befand sich ein hydraulisch betätigter Gelenkmast. Bei voll ausgefahrenem Mast befand sich die Antenne in 13,10 Metern über Grund, beliebige Zwischenstellungen waren möglich. Die 5 m × 1,90 m große Radarantenne konnte für den Transport in drei Teile zerlegt und umgeklappt werden, sie wurde vor dem Aufrichten des Mastes zusammengebaut. Oben auf der Radarantenne war die SLS-Antenne des Freund-Feind-Kenngerätes (englisch Identification Friend Foe (IFF)) angebracht. Auf dem Antennenwagen befand sich zudem ein selbsttätig nordsuchender Kreisel, der benötigt wurde um die Azimuthgeber der Antenne auf die geographische Nordrichtung zu kalibrieren. Dadurch war unabhängig von der Abstellrichtung des Antennenfahrzeuges die Nordrichtung bei der Anzeige auf dem Sichtgerät im Betriebsraum immer oben. Die Grenze für den Betrieb der Antenne lag bei maximal 140 km/h Windgeschwindigkeit. Bei Windgeschwindigkeiten darüber musste der Mast abgesenkt werden.
Im zweiten Fahrzeug, dem Gerätewagen, befand sich in Fahrtrichtung vorne der Bedienerraum mit dem Sichtgerät. Abgetrennt dahinter war der Raum für Sender und Empfänger sowie die weitere Elektrik und Elektronik. Beide Fahrzeuge waren durch eine Reihe von Kabeln miteinander verbunden. Bedingt durch deren Länge konnten sie maximal 8 Meter voneinander entfernt aufgebaut werden.
Das MPDR 30/1 arbeitete im militärischen D-Band. Die Antenne drehte sich mit 15 Umdrehungen pro Minute, somit war ein Verfolgen auch sehr schnell fliegender Luftfahrzeuge möglich. Das Radar war als 2-D Radar mit einem Erfassungsbereich vom Boden bis zur maximalen Erfassungshöhe von 3000 Metern konzipiert, ein Unterfliegen der Radarabdeckung war nicht möglich. Allerdings konnte die genaue Flughöhe nicht gemessen werden. Entdecken konnte es Ziele ab einer Radarrückstrahlfläche von 1m². Die bauartbedingte maximale Reichweite betrug 50 km, war jedoch durch die Anzahl der Filter für die Dopplerauswertung auf 30 km begrenzt. Gegen Ende der 80er Jahre wurden die aktiven Radargeräte mit einer dritten Dopplerauswerteeinheit ausgerüstet, welche die nutzbare Reichweite auf 45 km erhöhte. Diese erhöhte Reichweite ermöglichte es, die Anzahl der aktiven DEST auf ca. die Hälfte zu reduzieren.
Zur Anzeige gebracht wurden Bewegtziele ab einer Radialgeschwindigkeit in der Größenordnung der Geschwindigkeit eines PKW. Langsam fliegende und auch im Schwebeflug befindliche Hubschrauber wurden dennoch angezeigt, da die Umlaufgeschwindigkeit des drehenden Rotors über diesem Schwellwert lag. Allerdings kamen auch schnell drehende große Ventilatoren und Autobahnabschnitte oder Bahnstrecken, auf denen schnell gefahren wurde, als feststehende Ziele zur Anzeige. Die Anlage verfügte über zwei Sender und Empfänger, die parallel betrieben wurden. Damit war bei Störungen ein schnelles Umschalten auf eine andere Frequenz möglich.
Zusätzlich eingerüstet war ein IFF-Gerät, das MSR 400/2 (Mobiles Sekundärradar, 400 km Reichweite, Baureihe 2) von Siemens. An dessen Bedienkonsole konnte der Radarbediener einen Zahlencode einstellen. Ziele, die auf eine Abfrage mit diesem Code antworteten, wurden auf dem Radarsichtgerät besonders gekennzeichnet. Abweichende Antworten konnten nicht ausgelesen werden. Anders als in den Großraumradarstellungen war beim MPDR 30/1 also nur einen Ja/Nein-Abfrage möglich, insofern konnte der TMD nicht identifizieren, sondern nur klassifizieren.
Erfasste Flugobjekte wurde als 3 mm × 10 mm große Leuchtpunkte auf dem Sichtgerät dargestellt. Anfangs musste der Bediener deren Position vom Sichtgerät ablesen und mündlich an die TMZ melden. Ab Anfang 1977 wurden die MPDRs mit einem als Datenaufbereitungsgerätesatz (DABEG) bezeichneten Kodierer nachgerüstet. Dieser griff Richtung und Entfernung am Radargerät ab und wandelte diese Polarkoordinaten in Entfernungswerte Nord/Süd und Ost/West in Relation zu einer Bezugskoordinate um. Dieses um eine kodierte IFF-Klassifizierung ergänzte Datenwort wurde automatisch über Funk oder Drahtleitung an die TMZ übertragen. Mit dieser Automatisierung wurden die Meldungen schneller und präziser.

## Richtfunk
Die Bereitstellung von Übertragungswegen für Daten und Sprache zwischen den Radartrupps und der Zentrale im mobilen Einsatz war Aufgabe der Richtfunkzüge der TM-Kompanien. Da sich der Zulauf einen neuen Funkgerätes verzögerte, wurden über viele Jahre hinweg noch die in einem Unimog eingerüsteten alten Richtfunkgeräte des LRB vom Typ SEF 7-80 R weiterhin verwendet. Erst gegen Anfang der 1980er Jahre war das neue Richtfunkgerät 1-8/8000 verfügbar. Der Aufbau des zugehörigen 24 m hohen Gittersteckmastes war jedoch zeitaufwändiger als der Aufbau der Radaranlage.

## Trivia
Soldat im TMLD war auch Sigmar Gabriel, der Anfang der 1980er Jahre seinen zweijährigen Wehrdienst in der 16. Kompanie im Fernmelderegiment 33 des Tieffliegermelde- und Leitdienstes in Goslar verbrachte.